# Spironucleus
Spironucleus é um gênero diplomonad que é bilateralmente simétrico e pode ser encontrado em vários hospedeiros animais. Este gênero é um flagelado binucleado, capaz de viver nas condições anaeróbias do trato intestinal de animais. Uma característica do espironúcleo comum a todas as metamônadas é que ele não possui mitocôndrias aeróbicas, mas, em vez disso, depende de hidrogenossomos para produzir energia. O espironúcleo possui seis flagelos anteriores e dois posteriores. O ciclo de vida do espironúcleo envolve um estágio de trofozoíto ativo e um estágio de cisto inativo. O espironúcleo sofre reprodução assexuada por fissão binária longitudinal. Os vortens do Spironucleus podem causar erosão da linha lateral em peixes angulares de água doce. Spironucleus columbae é encontrada a causa Hexamidos em pombos. Finalmente, o Spironucleus muris é encontrado para causar doenças do sistema digestivo em camundongos, ratos e hamsters. O genoma do Spironucleus foi estudado para exibir o papel da transferência lateral de genes de procariotos em permitir processos metabólicos anaeróbicos em diplomonas.

## Importância Prática
Um parasita em peixes era anteriormente conhecido como Spironucleus barkhanus, mas foi redescrito como Spironucleus salmonicida . Esta nova classificação foi dada a este organismo para que o Spironucleus salmonicida pudesse ser discernível dos peixes comensais Spironucleus barkhanus, visto que eram morfologicamente idênticos, mas geneticamente diferentes. As espécies de Spironucleus vortens são freqüentemente encontradas em peixes-anjo de água doce, onde afetam o trato gastrointestinal e podem causar erosão da cabeça e da linha lateral.
Uma espécie encontrada em camundongos é o Spironucleus muris . Pode ser encontrada em ratos adultos normais, onde não causaria sintomas graves. Esta espécie é mais patogênica em camundongos jovens, estressados ou imunocomprometidos. Além de ratos, o Spironucleus muris também pode causar doenças digestivas em ratos e hamsters. Uma doença que esta espécie pode causar em camundongos, ratos e hamsters inclui a inflamação do intestino delgado.

## Genética
O genoma do Spironucleus tem sido estudado para demonstrar a troca de material genético entre linhagens de vários protistas. Um estudo de Andersson et al. (2007) descobriram 84 genes em S. salmonicida que estavam envolvidos na transferência lateral de genes com base em suas posições inesperadas na árvore filogenética. As sequências encontradas foram semelhantes a outros eucariotos relacionados a diplomonas, bem como procariotos. Muitos dos genes encontrados na transferência lateral de genes de procariotos foram responsáveis pelos processos metabólicos anaeróbicos que permitiram que diplomonas se tornassem anaeróbios. Um estudo comparativo dos genomas de S. salmonicida com seu parente próximo, Giardia lamblia, fornece uma visão sobre o papel que a transferência lateral de genes tem na grande diversidade de genomas de protistas. Além disso, outro estudo de Xu et al. (2014) compararam os genomas de S. salmonicida e Giardia intestinalis para descobrir que S. salmonicida possui estoques metabólicos mais extensos e regulação gênica mais elaborada que permite ao parasita gerenciar melhor as condições ambientais instáveis. A comparação entre os genomas de ambos os protistas contribui no entendimento da biologia dos protistas parasitas e na evolução dos genomas eucarióticos.